# Tiranska ožina
Tiranska ožina (arabsko: مضيق تيران Maḍīq Tīrān) so ozki morski prehodi med Sinajskim in Arabskim polotokom, ki ločujejo Akabski zaliv od samega Rdečega morja. Razdalja med obema polotokoma je približno 13 km. Ožina je poimenovana po otoku Tiran, ki je na njegovem vhodu 5 ali 6 km oddaljen od Sinaja, na katerem imajo večnacionalne sile in opazovalci opazovalno mesto za spremljanje skladnosti Egipta pri ohranjanju svobode plovbe ožine kot je določeno v mirovni pogodbi med Egiptom in Izraelom.
Otok Sanafir leži vzhodno od Tirana, jugovzhodno od plitve ožine med Tiranom in Saudovo Arabijo.

## Ozadje
Mednarodni dokumenti se nedosledno nanašajo na Tiransko ožino in Tiranske ožine. Med Egiptom in Saudovo Arabijo se med otoki oblikuje več prehodov. Najzahodnejša ožina med Egiptom in otokom Tiran, ki se jo opazuje iz egiptovskega mesta Šarm el Šejk, je "Tiranska ožina", široka 5 ali 6 km. Ima dva prehoda, ki sta dovolj globoka za plovbo z velikimi ladjami. Prehod Enterprise, globok 290 metrov, meji na egipčansko stran, 73 m globok prehod Grafton, obdan s plitvino, pa je proti vzhodu, bliže otoku Tiran. Vzhodno od Tirana, med njim in Saudovo Arabijo, ima druga ožina grebene in plitvine z enim kanalom globokim 16 metrov. 

## Zaprtje leta 1967
Dostop do edinega jordanskega morskega pristanišča Akaba in do edinega izraelskega morskega pristanišča Eilat je prek  Akabskega zaliva, kar daje Tiranski ožini strateški pomen. Leta 1967 je 90 % izraelske nafte prešlo skozi ožino Tiran, zaradi česar je postal tarča egiptovske blokade med bojkotom Izraelske arabske lige.
Maja 1967 je izraelski premier Levi Eshkol ponovil izjave, ki jih je Izrael podal leta 1957 in dejal, da bi bilo zaprtje Tiranske ožine vojno dejanje. Nato je Egipt 22. maja 1967 blokiral ožino, tankerji nafte, ki naj bi prešli skozi ožino, pa so morali predložiti dokumente, ki zagotavljajo, da njihov tovor ni bil namenjen v izraelsko pristanišče. Takrat je Izrael na Tiransko ožino gledal kot na ključni interes, saj je Izrael dobil vitalni uvoz, predvsem nafto iz Irana, blokada pa je ogrožala sposobnost Izraela, da razvije Negevsko puščavo.
Maja 1967 je generalmajor Indar Jit Rikhye poveljnik sil Združenih narodov (UNEF) na Sinajskem polotoku, ko je Egipt na to ozemlje napotil svoje čete in zahteval, da Rikhye umakne vse svoje čete,  te  umaknil tudi iz pristanišča v Šarm el Šejku, ki meji na ožino. Poznejše zaprtje Tiranske ožine s strani Egipta je bilo tesno povezano s predhodnim umikom UNEF-a, saj so bile za zagotavljanje odprtih vodnih poti mirovne sile (ne egipčanska vojska) v Šarm el Šejku pomembne. Kasneje v življenju je general Rikhye poskušal zmanjšati pomen, ki ga je Izrael pripisal temu, da je vodna pot ostala odprta rekoč, da je bila obtožba Izraela leta 1967 zaradi blokade 'vprašljiva', saj ladja z zastavo Izraela v dveh letih ni prešla skozi ožino in da je »egiptovska mornarica UAR po vzpostavitvi blokade zaustavila par ladij in nato sprostila njeno izvajanje«. Egipt je sprva zahteval umik UNEF-a z lokacij, ki niso Šarm el Šejk, vendar je generalni sekretar OZ-a U Thant zahteval umik vsega ali ničesar.
Takratni ameriški predsednik Lyndon Johnson je to govoril o zaprtju teh ožin, ki so vzrok za šestdnevno vojno:
Če je bilo za to eksplozijo bolj odgovorno posamično dejanje neumnosti, je bila samovoljna in nevarna napoved odločitve, da se Tiranska ožina zapre. Pravica nedolžnih je, da mora biti pomorski prehod ohranjen za vse narode.

## Projekt mostu
Egiptovska vlada preučuje projekt za izgradnjo 15-kilometrskega mostu čez ožino, ki bi povezal Egipt in Saudovo Arabijo. 
Egiptovski predsednik je predlagal, da se objekt imenuje most kralja Salmana bin Abdulaziza. Celoten projekt naj bi stal približno 4 milijarde ameriških dolarjev, financirala pa ga bi Saudova Arabija. Most bi povezal Tabuk ob Rdečem morju s krajem Šarm el Šejk na Sinajskem polotoku in bi šel preko otoka Tiran na vhod preko Akabskega zaliva. Sredstva za bi zagotavljala Saudi Binladin Group, ki bi sodelovala z egiptovskim vladnim podjetjem Arab Contractors. 
Predlagani gradbeni projekti želijo vzpostaviti tesnejše povezave med državama in ustvariti veliko delovnih mest na obeh straneh. To je del večjega načrta egiptovske vlade, ki namerava bolj naseliti Sinajski polotok. Omogočil bo tudi alternativno pot za Hadž in predvidoma služil milijon potnikom in romarjem letno.
Skrbi so bili zaradi vplivov na okolje in sosedov glede varnosti. Dodatni promet in dodatni razvoj bi lahko povzročil nadaljnje zmanjšanje ogrožene populacije kopnega Rdečega morja in škodo koralnim grebenom in ribištvu. Eno takih organizacij, Hurghadsko združenje za varstvo okolja in zaščito (HEPCA), je odobrilo most s katerim grebeni ne bi bili poškodovani in priporočili okoljsko raziskavo. Člen V. sporazuma Camp David Accords med Izraelom in Egiptom določa pravico do svobode plovbe po Tiranski ožini. 
Projekt je leta 2005 ustavila vlada Hosnija Mubaraka zaradi varnostnih pomislekov Izraela. Preden je izgubil oblast, naj bi uprava Mohameda Morsija zanimala dokončno oblikovanje načrtov projekta v letih 2012 in 2013.
Aprila 2016 je Saudski kralj Salman z egiptovskim predsednikom El-Sisijem na redkem obisku v Egiptu objavil sporazum o gradnji mostu med državama . Ob napovedi je sledil podpis sporazuma o razmejitvi morske meje in označila otoka Tiran in Sanafir v saudskih regionalnih vodah.  Izrael je sporočil, da ne nasprotuje prenosu otoka. 